# سلطان جاده‌ها
بازی سلطان جاده‌ها به انگلیسی(king of the road) در سال‌های ۲۰۰۲ و ۲۰۰۴ به بازار بازی‌های رایانه ای آمد. این بازی، یکی از بازی‌های پرطرفدار دنیاست.

## رده بندی سنی بازی
- اسرا:+12.
- ای‌اس‌آربی:نیازمند.